# Masacre de El Tomate
La Masacre de El Tomate fue una matanza ocurrida el 30 de agosto de 1988 en el corregimiento de El Tomate, Municipio de Canalete (Córdoba), donde fueron asesinados 16 campesinos y quemadas 22 casas, durante un ataque perpetrado por paramilitares.
Al igual que otras masacres no tuvo una razón específica aunque la hipótesis más aceptada fue por la supuesta ayuda de los campesinos a las guerrillas del ELN y EPL y la presencia de las FARC-EP en la zona. Otras versiones dicen que fue consecuencia de la Toma de Saiza por las guerrillas y la elección de alcaldes (la primera en el país) ocurrida días antes.

## Hechos
El pueblo de El Tomate había sido víctima de los desbordamientos de los ríos Sinú y Canalete, por tanto se preparaban para recuperarse de la catástrofe. El 30 de agosto sin dificultad llegó un grupo de 30 hombres con uniforme camuflado, fuertemente armados y en varias camionetas, descargando una lluvia de balas sobre los campesinos y con granadas incendiaron las casas de las cuales 2 no se quemaron. Los asesinos se burlaron de su acto y convirtieron a El Tomate en un pueblo fantasma.
Aunque nunca se establecieron las verdaderas causas de la masacre, los pobladores la achacaban a que al finquero Jesús María López Gómez, perteneciente a la dinastía política más poderosa del departamento de Córdoba, de origen liberal, se le habían hurtado unos mercados que iban destinados a un grupo de trabajadores que él tenía en su finca de El Tomate. Aunque nunca se pudieron confirmar nexos entre los dos episodios, lo cierto es que a los pocos días del hurto se presentó la masacre. Sin embargo, aunque para siempre quedó la duda la participación de Jesús María López en la masacre, este parapolítico años después fue condenado por su participación en el Pacto de Ralito, mediante el cual numerosos político de la Costa Caribe colombiana acordaron una colaboración mutua con los líderes de las autodefensas que asolaron a Colombia durante más de tres décadas.

## Investigación
La Masacre de El Tomate quedó impune desde la fecha, ya que la investigación realizada no arrojó resultados concretos. En un principio se creyó que la masacre la cometieron guerrilleros del EPL y ELN, sin embargo, estos desmintieron su participación y comparando con lo sucedido en la Masacre de La Mejor Esquina se concluyó que los paramilitares habían cometido la matanza en alianza con las Fuerzas Militares cercanas a la zona. Los familiares y sobrevivientes aún piden justicia.